# Supermarine Seafire

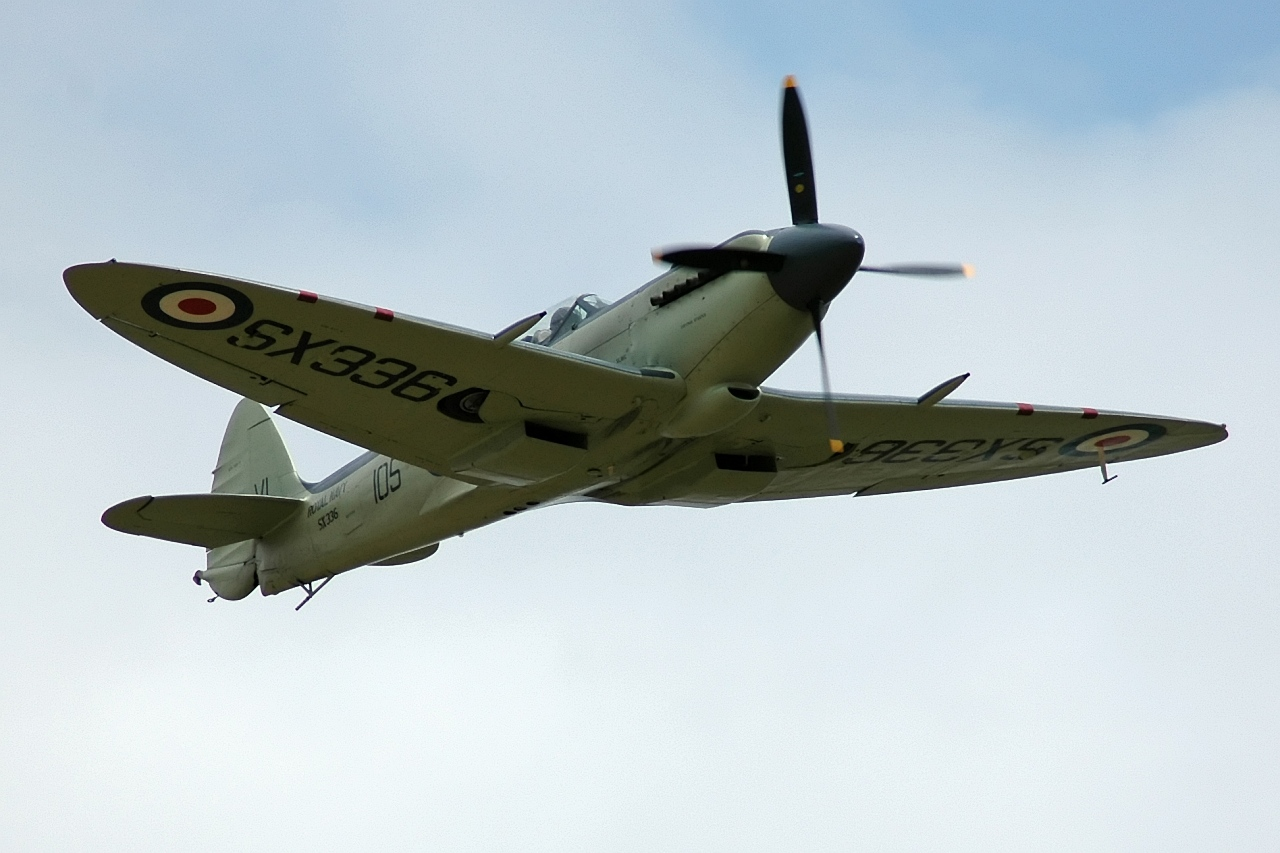
Seafire F XVII SX336 (Kennet Aviation)

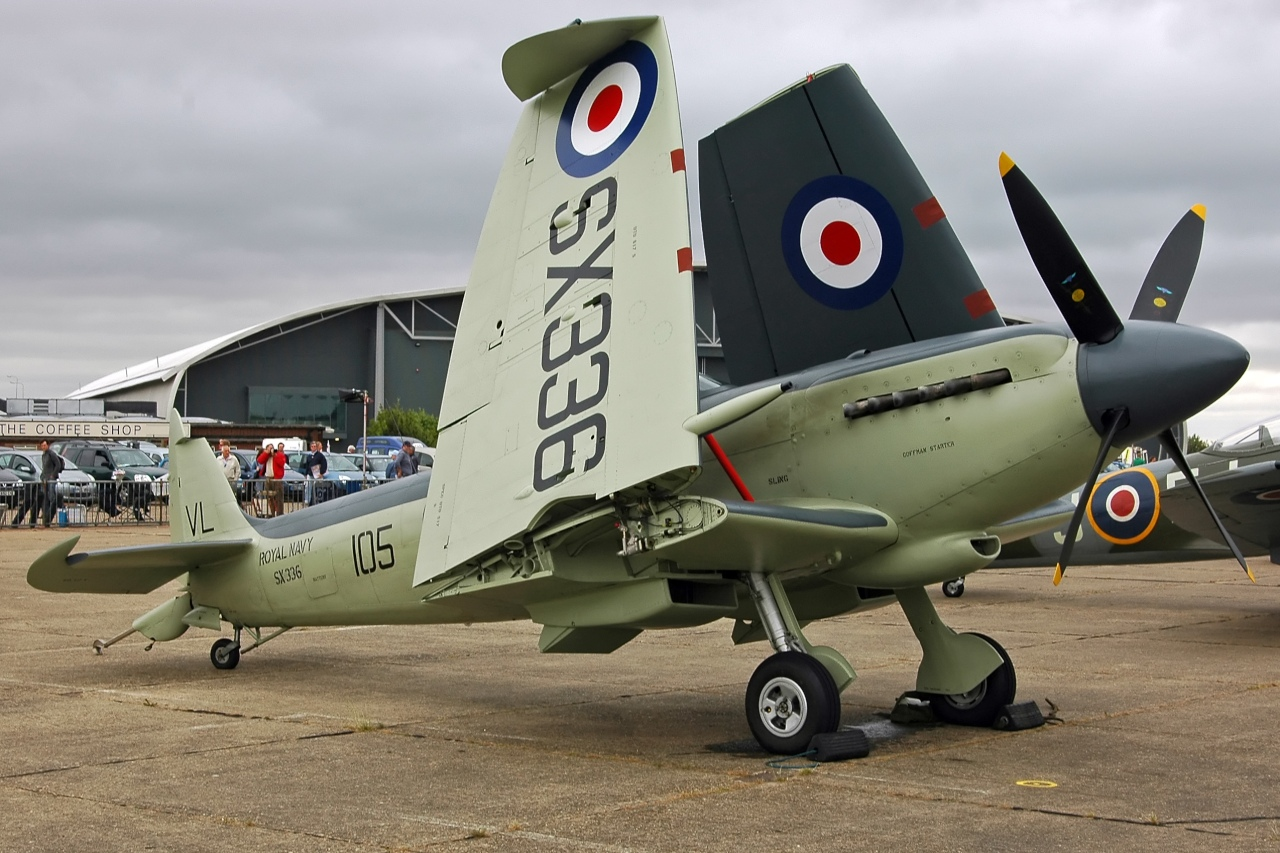
Seafire F XVII SX336 (Kennet Aviation)

Die Seafire war eine Marinejägerversion der Supermarine Spitfire.
Die Seafire wurde speziell für Operationen auf Flugzeugträgern entworfen und war erstmals 1942 im Einsatz. Wesentliche Unterschiede zur Spitfire waren der Fanghaken und Ergänzungen zur Verwendung mit einem Katapult, später kamen einklappbare Tragflächen hinzu.

## Benutzer
Kanada
- Royal Canadian Navy

 Frankreich
- Aéronavale

 Irland
 Vereinigtes Königreich
- Royal Navy

## Produktionszahlen
Die Seafire wurde in Großbritannien bei Vickers (Supermarine) und Vickers in Castel Bromwich, Westland und Cunliffe Owen gebaut.
| Version | Supermarine | Vickers/Castle Bromwich | Westland | Cunliffe Owen | Summe |
| ------- | ----------- | ----------------------- | -------- | ------------- | ----- |
| Mk IIc  | 262         |                         | 110      |               | 372   |
| F.III   |             |                         | 185      |               | 185   |
| L.F.III |             |                         | 715      | 350           | 1065  |
| F.XV    | 3           |                         | 203      | 58            | 264   |
| F.XVII  |             |                         | 16       |               | 16    |
| F.45    |             | 30                      |          |               | 30    |
| Summe   | 265         | 30                      | 1229     | 408           | 1932  |

| Jahr              | Anzahl |
| ----------------- | ------ |
| 1942              | 168    |
| 1943              | 297    |
| 1944              | 825    |
| bis 31. Juli 1945 | 642    |
| Summe             | 1932   |

Bei Kriegsende befand sich die Seafire noch in Serienproduktion.

## Technische Daten

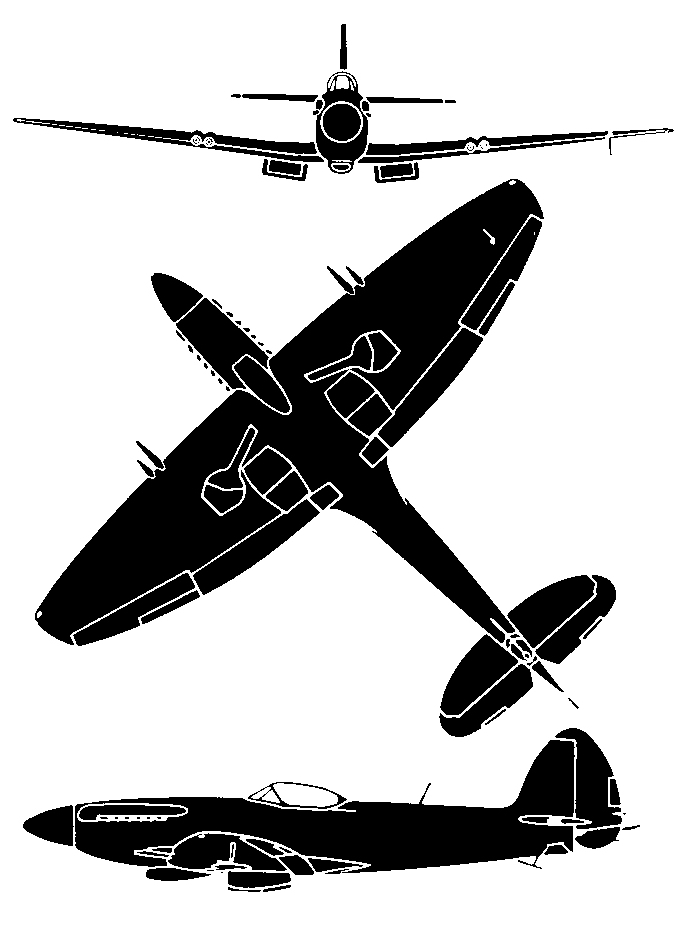
Dreiseitenriss

| Kenngröße             | Daten                                               |
| --------------------- | --------------------------------------------------- |
| Besatzung             | 1                                                   |
| Länge                 | 9,82 m                                              |
| Spannweite            | 11,23 m                                             |
| Höhe                  | 3,25 m                                              |
| Flügelfläche          | 22,48 m²                                            |
| Flügelstreckung       | 5,6                                                 |
| Leermasse             | 2812 kg                                             |
| max. Startmasse       | 3629 kg                                             |
| Triebwerke            | ein Rolls-Royce Griffon VI, 1.850 PS (ca. 1.360 kW) |
| Höchstgeschwindigkeit | 616 km/h                                            |
| Dienstgipfelhöhe      | 10.668 m                                            |
| Bewaffnung            | vier 7,7-mm-MGs, zwei 20-mm-Kanonen                 |